# クルンジ

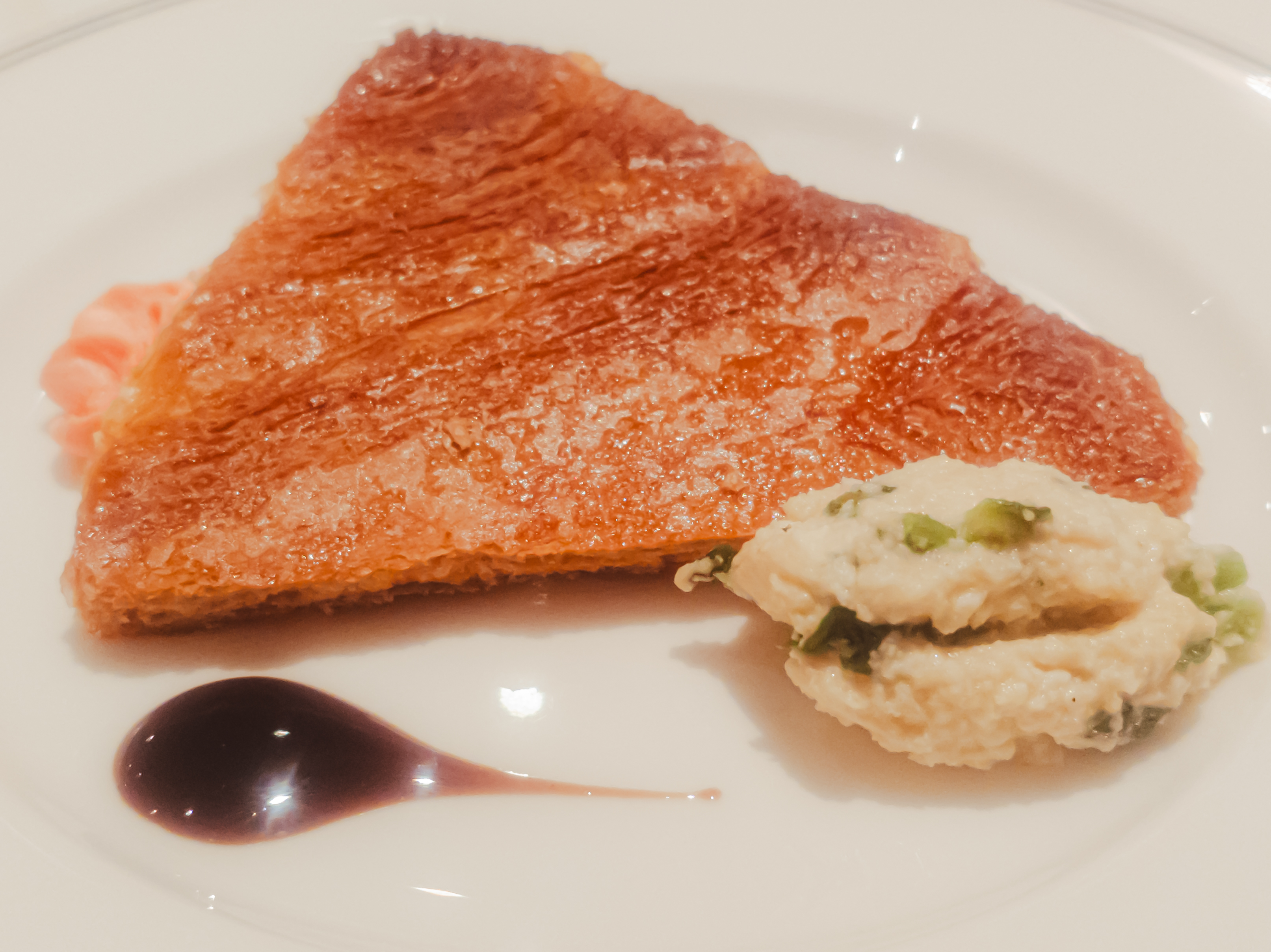
クルンジの例（日本・千葉県浦安市）

クルンジ（朝鮮語: 크룽지、crungji）は、大韓民国発祥のスイーツ。クロワッサン系スイーツの一種である。日本では「クロワッサンビスケット」と説明されることもある。
クロナッツ、クロフィン、クロッフルといったクロワッサン生地を用いたスイーツが考案されているが、クルンジもそういったクロワッサン生地を用いたスイーツである。クロワッサンをホットプレートなどでプレスしながら薄く伸ばして焼いたもので、カリカリ、サクサクとした食感が特徴。クロワッサンはバターを豊富に使用しており、これに砂糖をまぶしてから焼きあげたり、キャラメリゼすることで香ばしい風味とリッチな味わいを生んでいる。
クルンジの名称は「クロワッサン（크루아상）」と「ヌルンジ（누룽지、韓国語で「お焦げ」の意）」からつけられたものである。クロワッサンを押し潰して煎餅のようなお焦げ風にアレンジしたスイーツであることからの命名である。
2023年ごろに韓国で考案された。韓国での人気は高く、「有名なパン屋では必ずクルンジを買わないといけない」とも言われている（2024年時点）。プレーン味を紙に包んで食べ歩くこともされている。韓国の街中では至る所で購入が可能な状態になっている（2024年時点）。韓国のカフェではチョコレートやキャラメリゼなど、写真映えする見た目のクルンジを販売するところも出てきており、アイスクリームをクルンジの上にトッピングしてナイフとフォークで食べるスタイルや、なかにはアイスクリームやパフェに小さなクルンジをトッピングしたデザートも登場している。
シンプルな材料で作れるクルンジであるが、これが流行したのには、以下のような理由が推察されている。
- 人の顔よりも大きいサイズのクルンジがあり、見た目が印象的なことからSNSなどで話題になった[4][6]。
- 簡単に作れる[4]。
  - 市販のクロワッサンを流用すれば自作も容易にできる[5]。
- カリカリ、サクサクとした食感[4]。